# میکروسکوپ الکترونی روبشی

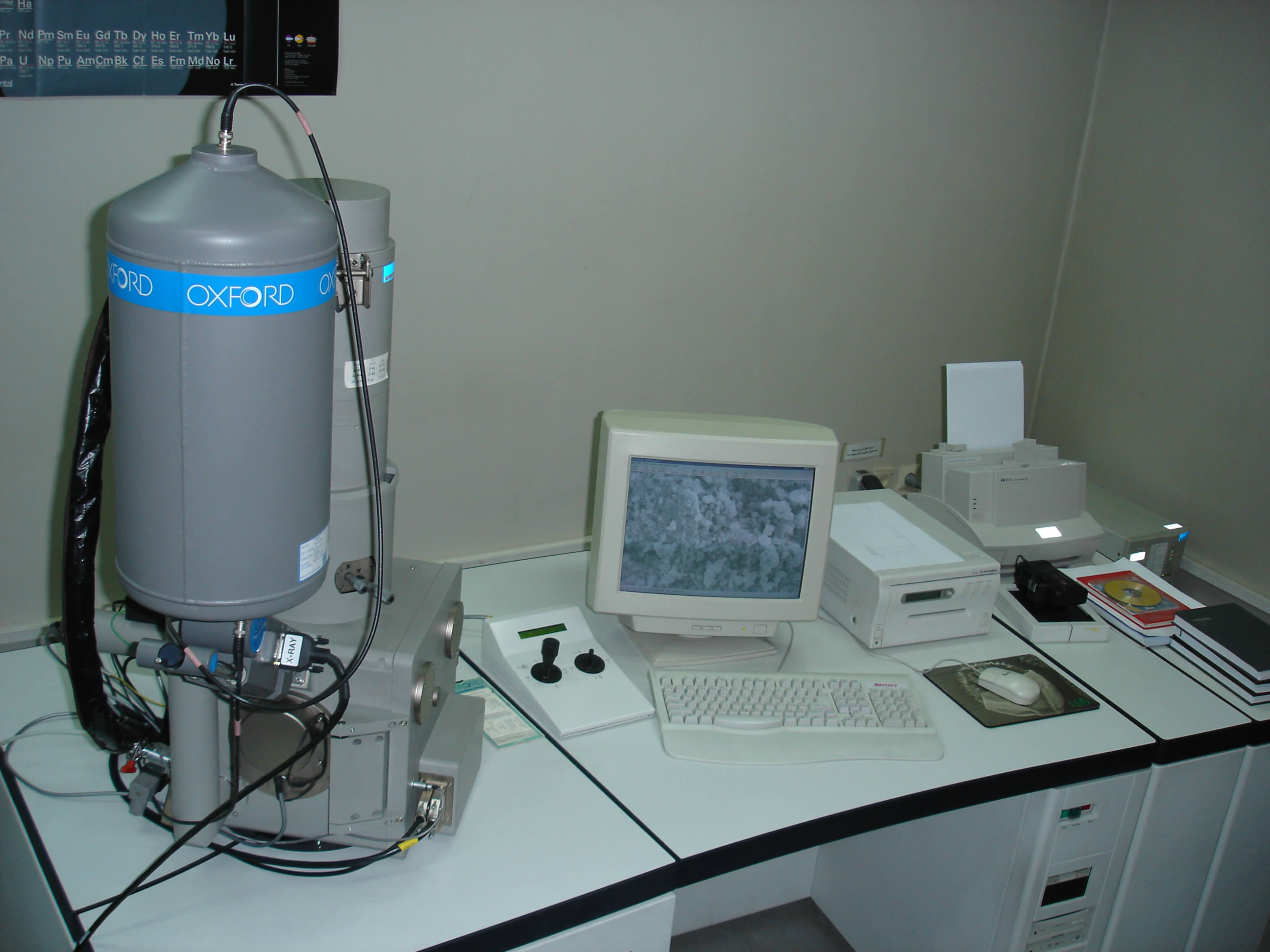
یک میکروسکوپ الکترونی روبشی

میکروسکوپ الکترونی روبشی یا SEM نوعی میکروسکوپ الکترونی است که قابلیت عکس‌برداری از سطوح با بزرگنمایی ۱۰ تا ۵۰۰۰۰۰ برابر با قدرت تفکیکی کمتر از ۱ تا ۲۰ نانومتر (بسته به نوع نمونه) را دارد.
میکروسکوپ الکترونی روبشی، از مناسب‌ترین وسایل در دسترس برای آزمایش و آنالیز مورفولوژی نانو ساختارها و شناسایی ترکیبات شیمیائی است. توانائی SEM برای بررسی سطح مواد بی نظیر بوده و حائز برتری‌های فراوانی نسبت به میکروسکوپ‌های نوری است. در میکروسکوپ نوری تشکیل تصویر با استفاده از نورهای منعکس شده از سطح نمونه صورت می‌گیرد، در حالی که در SEM این مهم با بکارگیری الکترون‌ها میسر می‌شود. در واقع این میکروسکوپ یکی از روش‌های تولید تصاویر با روبش یک پرتو الکترونی روی سطح نمونه است. طول موج الکترون‌ها از فوتون‌های نور کوتاه‌تر بوده و طول موج کوتاه‌تر باعث ایجاد وضوح، قدرت تفکیک و حصول اطلاعات مناسب تر می‌شود. در حقیقت در SEM هیچ سیستم نوری-الکترونی برای تشکیل تصویر و بزرگنمایی وجود ندارد، بلکه تصویر از مشاهده نقطه به نقطه پدیده‌های سطح منتج از اثر متقابل پرتوی الکترونی با سطح نمونه تشکیل می‌شود. با این روش تصاویر سه بعدی از ساختار، نمونه به دست می‌آید.

## تاریخچه
نخستین تلاش‌ها در توسعهٔ میکروسکوپ الکترونی روبشی به سال ۱۹۳۵ بازمی‌گردد که نول* و همکارانش در آلمان پژوهش‌هایی در زمینهٔ پدیده‌های الکترونیک نوری انجام دادند. آرْدِن * در سال ۱۹۳۸ با اضافه کردن پیچه‌های جاروب‌کننده به یک میکروسکوپ الکترونی عبوری توانست میکروسکوپ الکترونی عبوری-روبشی بسازد.
استفاده از میکروسکوپ SEM برای مطالعهٔ نمونه‌های ضخیم اولین بار توسط زوُرِکین* و همکارانش در سال ۱۹۴۲ در ایالات متحده گزارش شد. قدرت تفکیک میکروسکوپ‌های اولیه در حدود ۵۰ نانومتر بود.
میکروسکوپ الکترونی روبشی بر اساس نحوه تولید باریکه الکترونی در آن به دو نوع Field Emission و Thermoionic Emission تقسیم‌بندی می‌شود که نوع Fe-SEM دارای بزرگنمایی و حد تفکیک بسیار بالاتری بوده و تصاویری با بزرگنمایی ۷۰۰ هزار برابر را با آن می‌توان به دست آورد.

## عملکرد کلی و توانایی‌ها
سیگنال‌های مورد استفاده توسط SEM برای تولید تصویر نتیجهٔ برهم کنش پرتو الکترون با اتم‌های نمونهٔ مورد آزمون در عمق‌های متفاوت می‌باشد. در این میکروسکوپ ابتدا باید یک ستون الکترون ایجاد شود که برای این کار از تفنگهای الکترونی استفاده می‌شود. هرچه تعداد این الکترونها بیشتر و در عین حال قطر این ستون کمتر باشد، مطلوبتر خواهد بود ضمن اینکه هم‌سرعت بودنِ این الکترونها نیز از دیگر خصوصیات مثبت آن‌ها تلقی می‌شود. پس از تولید این ستون از الکترونها، بر حسب شرایط مورد نظر کاربر با ایجاد یک میدان الکتریکی به آن‌ها شتاب داده می‌شود و به کمک چندین لنز الکترومغناطیسی شعاع آن را تا حد مطلوب کوچک می‌کنند. در این راه از روزنه‌های تعبیه شده در مسیر عبور الکترونها نیز استفاده می‌شود. پس از اینکه الکترونها به سرعت مورد نظر دست یافتند و شعاع ستون نیز تنظیم شد، این ستون از الکترونها تحت کنترل کامل با نقطه خاصی از جسم برخورد می‌کنند و نتیجه اندرکنش آن‌ها با نمونه توسط حسگرهای خاص ثبت می‌شود. البته واضح است که برای ثبت هر اندرکنش حسگر خاصی نیز لازم است. پس از ثبت این آثار، ستون الکترون به نقطه مجاور نقطه فعلی هدایت شده و آثار اندرکنش این نقطه نیز ثبت می‌گردد و این کار برای یک شبکهٔ دو بُعدی بر روی سطح جسم و به ازای تک تک نقاط (و البته با سرعت بسیار بالا) صورت می‌پذیرد. از نمایش نتایج حاصل بر روی یک نمایشگر، تصویری شکل می‌گیرد که همانند تصویر تلویزیون همواره در حال جارو کردن صفحه نمایشگر است به‌این ترتیب و بسته به اندرکنشی که خواص آن ثبت گردیده، تصویری حاصل می‌شود که می‌تواند خصوصیت مورفولوژی یا ترکیب نمونه در لایه‌های سطحی آن را بیان کند. با توجه به آنچه گفته شد در ادامه به معرفی دقیق‌تر اجزای یک SEM پرداخته خواهد شد.

## اجزا
اجزای اصلی یک SEM را می‌توان این‌گونه نام برد:

تصویری شماتیک از اجزای ساختاری میکروسکوپ الکترونی

- تفنگ الکترونی
- لنزها
- روزنه‌ها
- سیستم روبش
- محفظه نمونه
- سیستم خلأ
- سیستم نمایش

## تفنگ الکترونی
قدرت و امتیاز یک میکروسکوپ الکترونی به شدت به قطر پرتو الکترونی، شدت و توزیع الکترونها در آن و یکنواختی الکترونها وابسته است و اولین جایی که مشخصات پرتو الکترونی در آن رقم می‌خورد محل تولید آن یعنی تفنگ الکترونی است. به بیان دیگر تفنگ الکترونی منبع پایداری از الکترون است که پرتو الکترونی را ساطع می‌کند.
تفنگهای الکترونی را از لحاظ مکانیزم به دو دسته تقسیم می‌کنند:
- تفنگهای الکترونی ترمویونی که در آن‌ها از این پدیده برای تولید الکترونها استفاده می‌شود.
- تفنگهای الکترونی انتشار میدانی که در آن‌ها با اعمال میدان زیاد الکترونها تولید می‌شوند.

همچنین شکل و اجزای هر یک از تفنگهای الکترونی بر حسب نوع آن‌ها متفاوت است که در ادامه توضیح بیشتری در این رابطه داده خواهد شد.
تفنگهای الکترونی ترمویونی
هر چند این تفنگها نیز خود انواع مختلفی دارند لیکن اصول کلی کار آن‌ها یکی است، لذا در اینجا به بررسی تفنگها رشته تنگستنی می‌پردازیم که عملاً ساده‌تر هستند.
در این تفنگها، کاتد تولیدکننده الکترون، یک سیم تنگستنی است که وسط آن به صورت V شکل خم شده و شعاع سر آن حدود ۱۰۰ میکرومتر است. در این تفنگها سر فیلمان تنگستن بر اثر عبور جریان تا ۲۷۰۰ درجه کلوین گرم شده و طبق قانون ریچاردسون-داچمن جریانی تا 1.75 A/cm2 منتشر می‌کند. علت استفاده از تنگستن در این تفنگها، تابع کار پایین و مقاومت بالای آن در برابر حرارت و جریان الکتریسیته است. میزان دمای فیلمان تأثیر مستقیمی بر روی میزان الکترونهای خارج شده از یک سو و عمر آن از سوی دیگر دارد.
الکترونهای تولید شده در فیلمان (کاتد) با استفاده از اختلاف پتانسیلی معادل ۱۰۰۰ تا ۵۰۰۰۰ ولت به سمت آند شتاب گرفته و با سرعت به سمت آن می‌روند و بخشی از آن‌ها از سوراخ میانی آند عبور کرده با سرعت به سمت ستون اپتیکی میکروسکوپ و در نهایت نمونه فرستاده می‌شوند. لازم است ذکر شود که در این تفنگها علاوه بر کاتد و آند، یک درپوش نیز قرار دارد که دارای سوراخ بوده و نسبت به کاتد در بایاس منفی قرار دارد تا با یک میدان الکترو استاتیک به متمرکز شدن الکترونها کمک کند.
آنچه در مورد تفنگهای الکترونی اهمیت دارد، تأثیر جریان فیلمان بر روشنایی تصویر است، به‌طور نمونه با افزایش دمای فیلمان از ۲۷۰۰ به ۳۰۰۰ درجه روشنایی حدود ۵ برابر افزایش می‌یابد اما عمر آن بین ۳۰ تا ۶۰ برابر کاهش می‌یابد که این لزوم تنظیم دما را به خوبی نشان می‌دهد.
تفنگهای انتشار میدانی
این تفنگها از قدرت و دقت و هزینه بالاتر و ساخت به مراتب پیچیده تری نیز برخوردارند.
این تفنگها از یک تک بلور تنگستن با یک نوک بسیار تیز (۰٫۲ میکرومتر) تشکیل شده که که به آن میدانی وارد می‌شود و این میدان سبب جدا شدن الکترونها از بلور می‌شود. برای اینکه میدان در سر بلور بیشتر شود سر آن را خیلی تیز می‌کنند و این سر تیز سبب می‌شود قطر پرتو خروجی نیز کوچکتر شود؛ بنابراین در این تفنگ ۲ کاتد وجود دارد که اولی وظیفه جدا کردن الکترونها و دومی‌برای سرعت دادن به الکترونها بکار گرفته می‌شود؛ و الکترونهای خروجی از میان دو آند به سمت ستون اپتیک فرستاده می‌شود. یکی از مزیتهای پرتو تولیدی این تفنگ آن است که اختلاف انرژی الکترونها کمتر بوده و در کل پرتو تولیدی از کیفیت بالاتری برخوردار است که در نتیجه به خطاهای کمتر و تصاویر بهتر و شفافتری منجر خواهد شد. این موارد در کنار عمر بالای این تفنگها سبب اقبال عمومی به آن‌ها شده‌است.
در دستگاه SEM پرتاب کننده‌های الکترون (تفنگ‌های الکترونی) باید خصوصیاتی نظیر تولید پرتوهای الکترونی ثابت با جریان بالا، اشغال فضای کم، انرژی قابل تغییر و پراکندگی انرژی اندک داشته باشند. در SEMهای قدیمی از منبع تنگستن یا لانتانیوم هگزا بورید استفاده می‌شد. اما در SEMهای جدید از میدان منابع نشرکننده، که دارای جریان بالا و پراکندگی انرژی کم‌تر هستند، استفاده می‌شود. طول عمر منبع نیز از ملاک‌های تأثیر گذار در انتخاب منبع است.

## لنزها
بخشی از SEM که پرتو الکترونی را متمرکز، جابجا و اصلاح می‌کند، به ستون اپتیکی معروف است و عملاً بخش‌های آن با اتفاقاتی که برای نور در میکروسکوپ نوری می‌افتد مشابه‌سازی و نام‌گذاری شده‌است که مهمترین بخش این ستون نیز لنزها هستند که با هدف متراکم کردن پرتو الکترونی استفاده می‌شوند. لنزهای نوری بر اساس شکست نور کار می‌کنند اما در لنزهای اشعه الکترونی، با اعمال نیرو به الکترونها مسیر آن‌ها عوض می‌شود. ذرات الکترون بار منفی دارند لذا عملاً دو راه برای اعمال نیرو به آن‌ها وجود دارد که این دو راه استفاده از میدانهای الکتریکی و مغناطیسی است. هرچند روابط حاکم بر میدان الکتریکی ساده‌تر است اما از آنجا که امکان ایجاد و کنترل میدان مغناطیسی قوی با هدف متمرکز کردن پرتو الکترونی ساده‌تر است معمولاً در SEM از لنزهای مغناطیسی استفاده می‌شود.
ستون اپتیکی از تعدادی لنز متمرکزکننده و یک لنز نهایی تشکیل شده که در انتهای ستون و قبل از جسم قرار گرفته‌است. اصول کار این لنزها تقریباً یکسان است با این تفاوت که لنز نهایی از قدرت بیشتر و شکلی متفاوت برخوردار است.

## روزنه
روزنه‌ها سوراخهایی با ابعاد متفاوت هستند که در مکانهای گوناگون ستون اپتیکی قرار گرفته و علاوه بر کاهش قطر پرتو الکترونی سبب حذف الکترونهایی می‌شوند که از مرکز ستون فاصله دارند که این کار می‌تواند سبب افزایش کنتراست تصویر بشود و خروجی بهتری را ایجاد کند. آنچه در مورد روزنه‌ها محدودکننده است یکی کاهش روشنایی تصویر و دیگری مبحث پراش الکترونی است که در صورتی رخ می‌دهد که قطر روزنه در درجه طول موج الکترونها باشد و باعث از بین رفتن وضوح تصویر می‌شود و در هنگام تنظیم و استفاده از روزنه‌ها همواره باید آن را مد نظر قرار داد.

## سیستم روبشگر
همانگونه که گفته شد برای ایجاد یک تصویر کامل باید پرتو الکترون با تک تک نقاط یک ناحیه از نمونه برخورد کند که ابعاد این ناحیه بر حسب بزرگنمایی تعیین می‌شود. پس از تعیین ناحیه، لازم است پرتو تغییر جهت داده و کل منطقه مشخص شده را در ردیفهای موازی و به صورت نقطه به نقطه در دو راستای X و Y روبش کند و برای این کار از دو سیم پیچ با میدانهای مغناطیسی استفاده می‌شود که با اعمال میدانهایی عمود بر مسیر پرتو و با مقدار کنترل شده سبب تغییر جهت پرتو الکترونی می‌شوند. به‌این ترتیب پرتو الکترون به صورت کنترل شده با نقطه مشخص برخورد می‌کند.

## محفظه نمونه
همانگونه که در ادامه به آن خواهیم پرداخت، نمونه SEM در خلأ مورد بررسی قرار می‌گیرد همچنین از برخورد پرتو الکترونهای پرسرعت با نمونه، اشعه X حاصل می‌شود که برای کاربر بسیار زیان‌آور است، این عوامل سبب می‌شود نمونه درون محفظه‌ای قرار بگیرد که بسیار محکم بوده و دارای سرب است. این محفظه دارای مکانهایی برای قرارگیری نمونه است که در هر لحظه می‌توان چندین نمونه را بر روی آن قرار داد و از بیرون مشخص کرد که کدامیک مورد بررسی قرار بگیرد یا نمونه را برای بررسی بالا و پایین برد یا زاویه دار کرد. همچنین در این محفظه مکانهایی برای قرارگیری حسگرها قرارداده شده و اتصالاتی نیز قرار دارد که امکان برقراری ارتباط ایمن از داخل محفظه به بیرون را فراهم می‌آورد بدون اینکه خلأ دچار مشکل شود یا اینکه اشعه X به کاربر آسیب برساند. بر روی این محفظه همچنین سوراخهایی قرار دارد که با در پوشهایی پوشانده شده و در صورتی که قرار باشد قطعه‌ای به SEM اضافه شود از آن‌ها استفاده خواهد شد.

## سیستم خلأ
میکروسکوپهای الکترونی تحت خلأ کار می‌کنند که دلایل زیادی برای آن وجود دارد. مهمترین این دلایل را می‌توان دست یافتن به پرتو متمرکزتر و عمر بیشتر دستگاه دانست. مسافت طی شده بدون برخورد توسط الکترون در فشار یک اتمسفر ۱ سانتی‌متر است در حالیکه در فشارTorr 10-6 این مسافت برابر ۶ متر خواهد بود. Torr واحد قدیمی‌فشار هوا است که در سیستم‌های خلأ میکروسکوپهای الکترونی کاربرد دارد و هر Torr برابر ۱۳۳ پاسکال است. همچنین در صورت وجود هوا امکان تخلیه الکتریکی نیز وجود دارد. علاوه بر این امکان سوختن، از بین رفتن و ایجاد واکنش بر روی نمونه و فیلمان تفنگ الکترونی نیز وجود دارد که تمام این موارد به لزوم ایجاد خلأ بالا در دستگاه اشاره دارد.
برای ایجاد خلأ در این دستگاه روش‌های متنوعی وجود دارد که به صورت تکی یا ترکیبی بنا به مدل دستگاه استفاده می‌شوند.

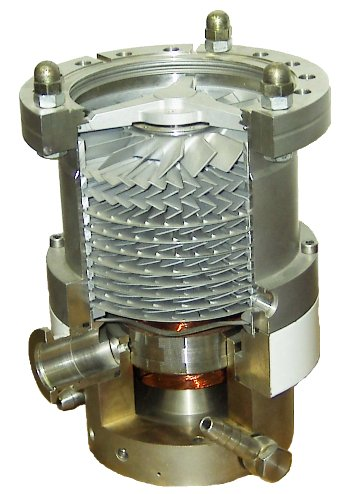
تصویری از پمپ خلاء به کار رفته در میکروسکوپ الکترونی روبشی

## سیستم نمایش
سیستم نمایش در واقع یک سیستم جانبی در کنار SEM است که برای نمایش دادن تصاویر حاصل از آن بکار گرفته می‌شود. در واقع این سیستم همان مونیتور است که خروجی بدست آمده از هر نقطه از نمونه را با شدت روشنایی معادل‌سازی و به کاربر نشان می‌دهد به‌این ترتیب می‌توان تصویری با رنگ خاکستری ایجاد نمود که نشانگر خواص ماده خواهد بود. بر حسب میزان بزرگنمایی و سطح مورد بررسی بر روی نمونه و دقت قدرت تفکیک میکروسکوپ از یک سو و اندازه و قدرت تفکیک صفحه نمایش از سوی دیگر رابطه‌ای بین نقاط جسم و صفحه نمایش برقرار خواهد شد. در گذشته این کار به صورت آنالوگ و بر روی صفحات CRT انجام می‌شد که امروزه با پیشرفت تکنولوژی دیجیتال و رایانه‌ها و صفحات کریستال مایع پیشرفت زیادی در کنترل و رابطهای کاربری صورت گرفته‌است.

## نمونه‌ها
شکل

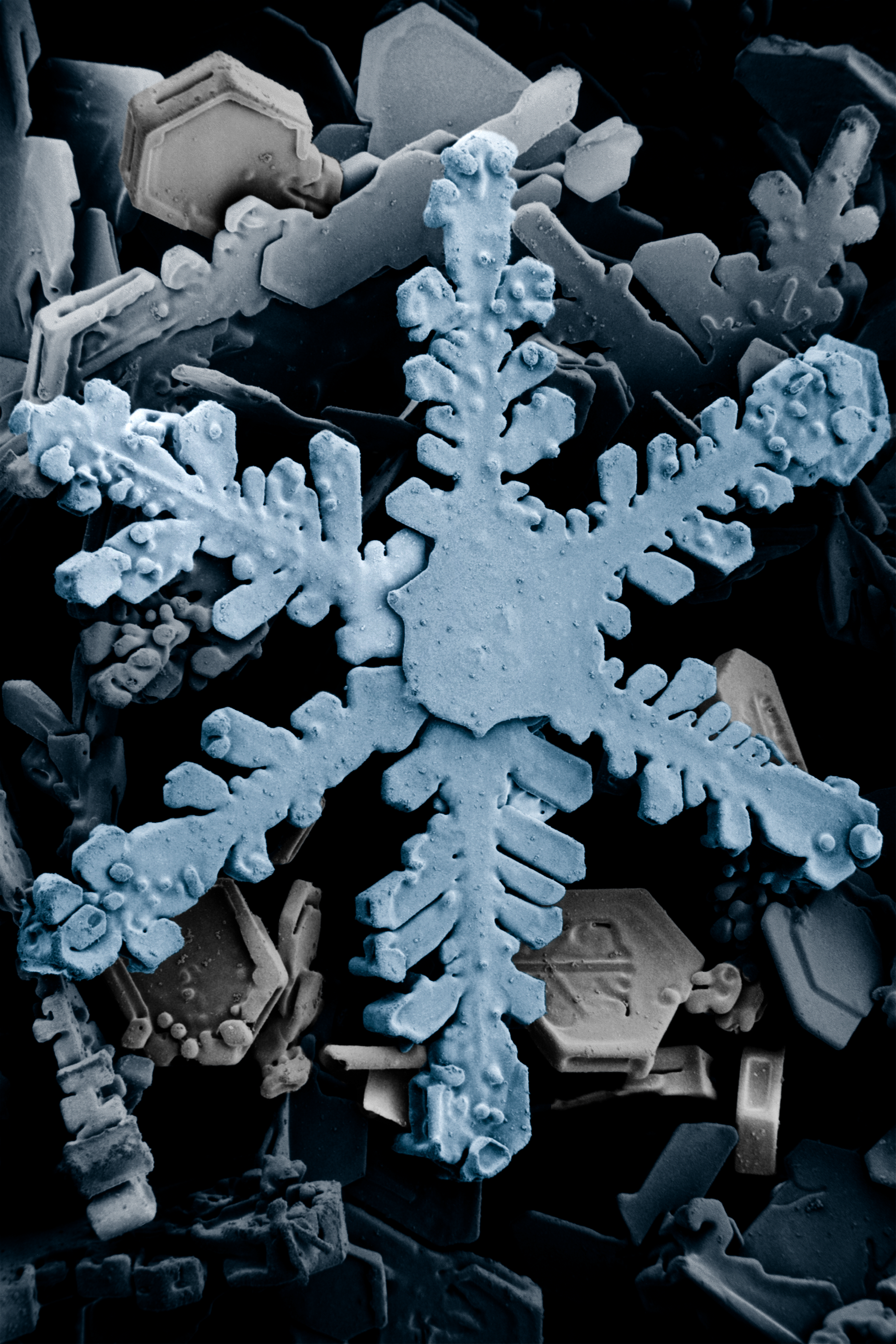
یک بلور برف رنگی شده که به وسیله میکروسکوپ الکترونی روبشی عکس برداری شده‌است.

هر جامد یا مایعی که فشار بخاری کمتر از ‎۱۰−۳ تور داشته باشد.
اندازه
محدودیت اندازه توسط طراحی میکروسکوپ الکترونی روبشی تعیین می‌شود.
معمولاً نمونه‌هایی با اندازهٔ ۱۵ تا ۲۰ سانتی‌متر را می‌توان در میکروسکوپ قرار داد.
آماده‌سازی
تکنیک‌های پولیش و اچ متالوگرافی استاندارد برای مواد هادی الکتریسیته کافی هستند. مواد غیر هادی معمولاً با لایهٔ نازکی از کربن، طلا یا آلیاژهای طلا پوشش داده می‌شوند.

## برخی از کاربردها
- بررسی نمونه‌های آماده شده برای متالوگرافی در بزرگنمایی بسیار بیشتر از میکروسکوپ نوری.
- بررسی مقاطع شکست و سطوحی که اچ عمیق شده‌اند و مستلزم عمق میدان بسیار بیشتر از میکروسکوپ نوری هستند.
- ارزیابی گرادیان ترکیب شیمیایی روی سطح نمونه‌ها در فاصله‌ای به کوچکی ۱ میکرومتر

## محدودیت
- کیفیت تصویر سطوح تخت نظیر نمونه‌هایی که پولیش و اچ متالوگرافی شده‌اند، معمولاً در بزرگنمایی کمتر از ۳۰۰ تا ۴۰۰ برابر به خوبی میکروسکوپ نوری نیست.

## نگارخانه

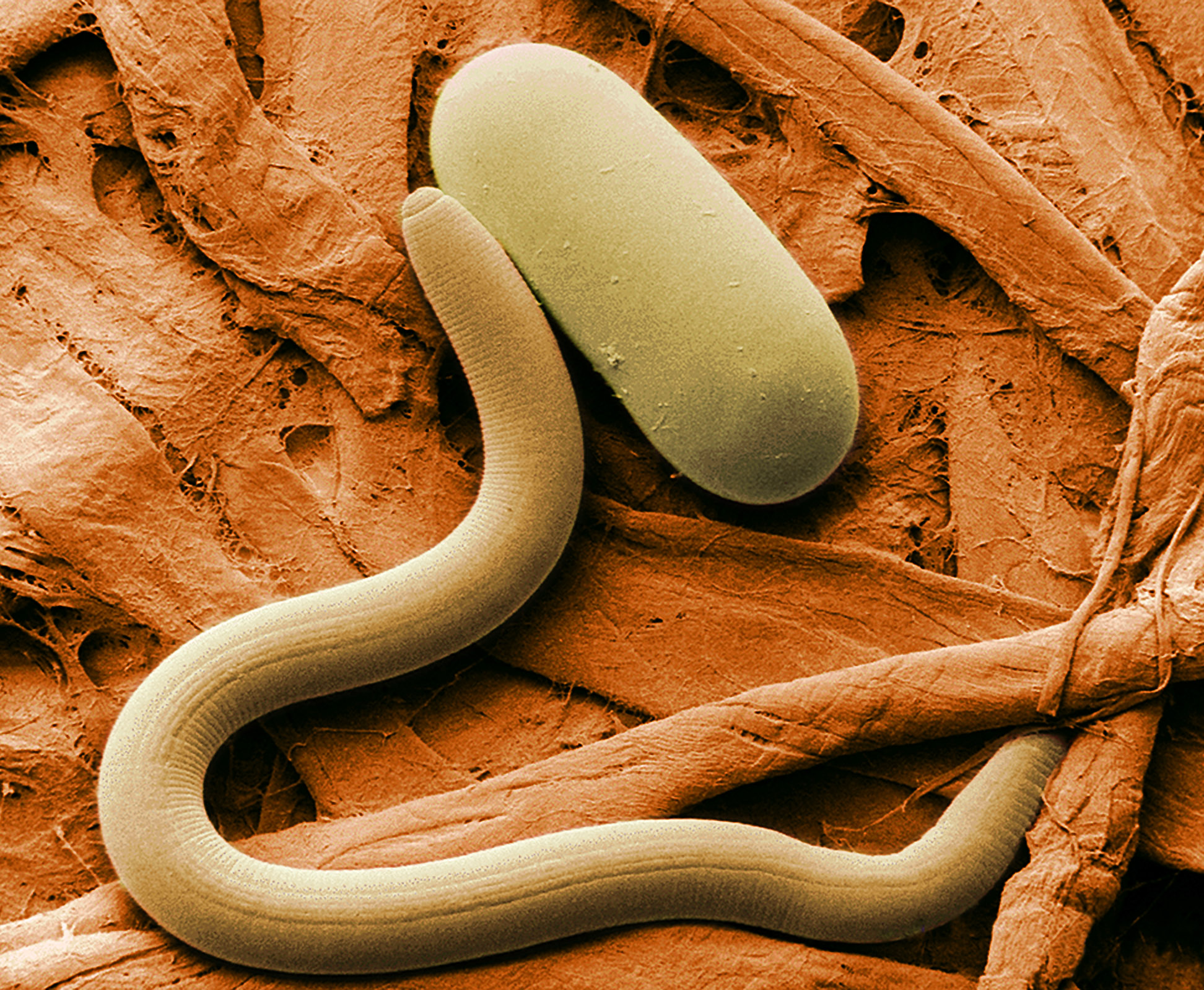
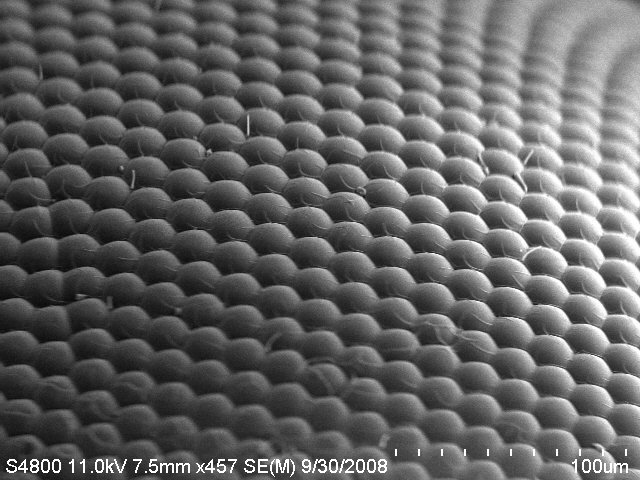
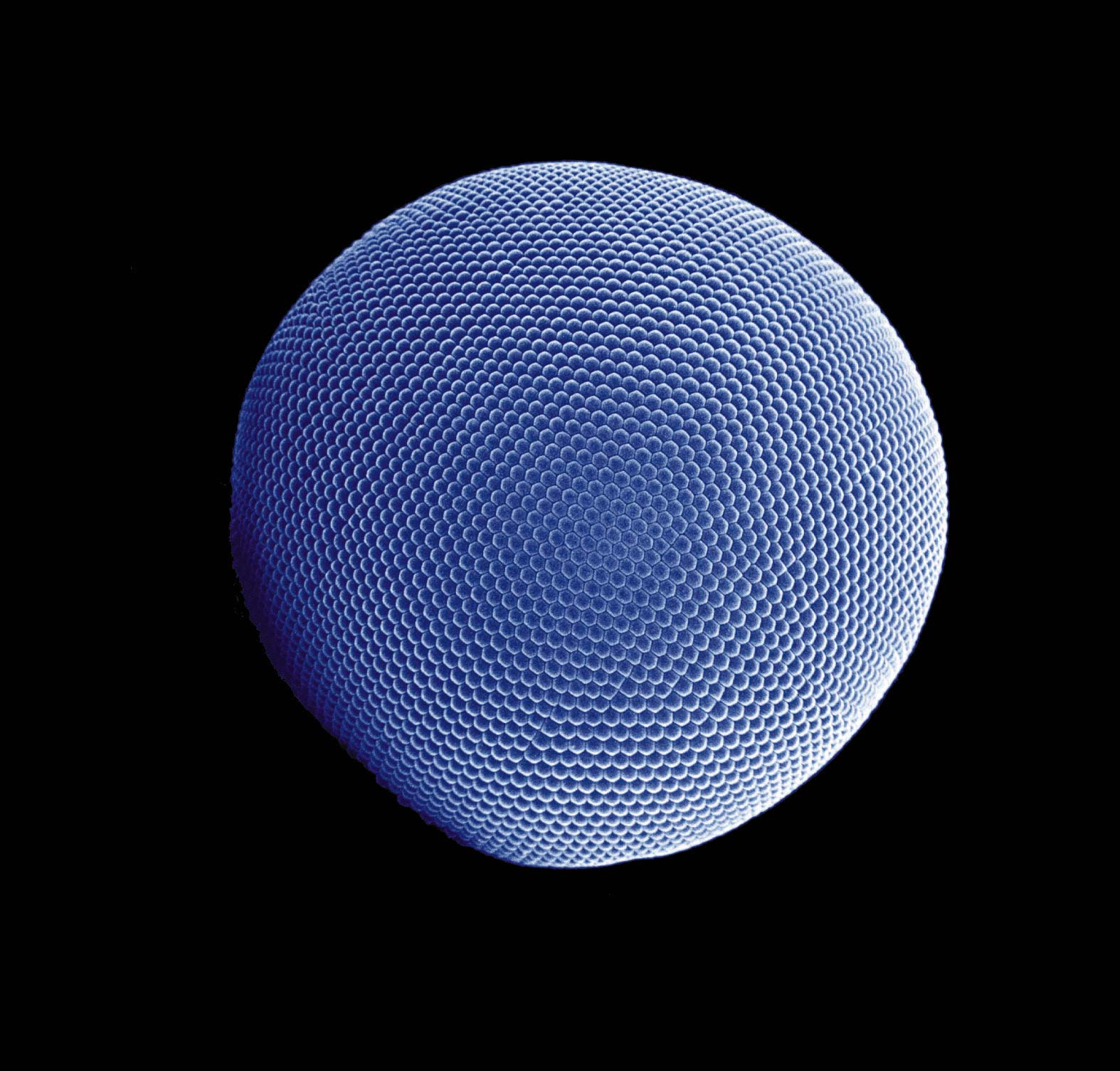
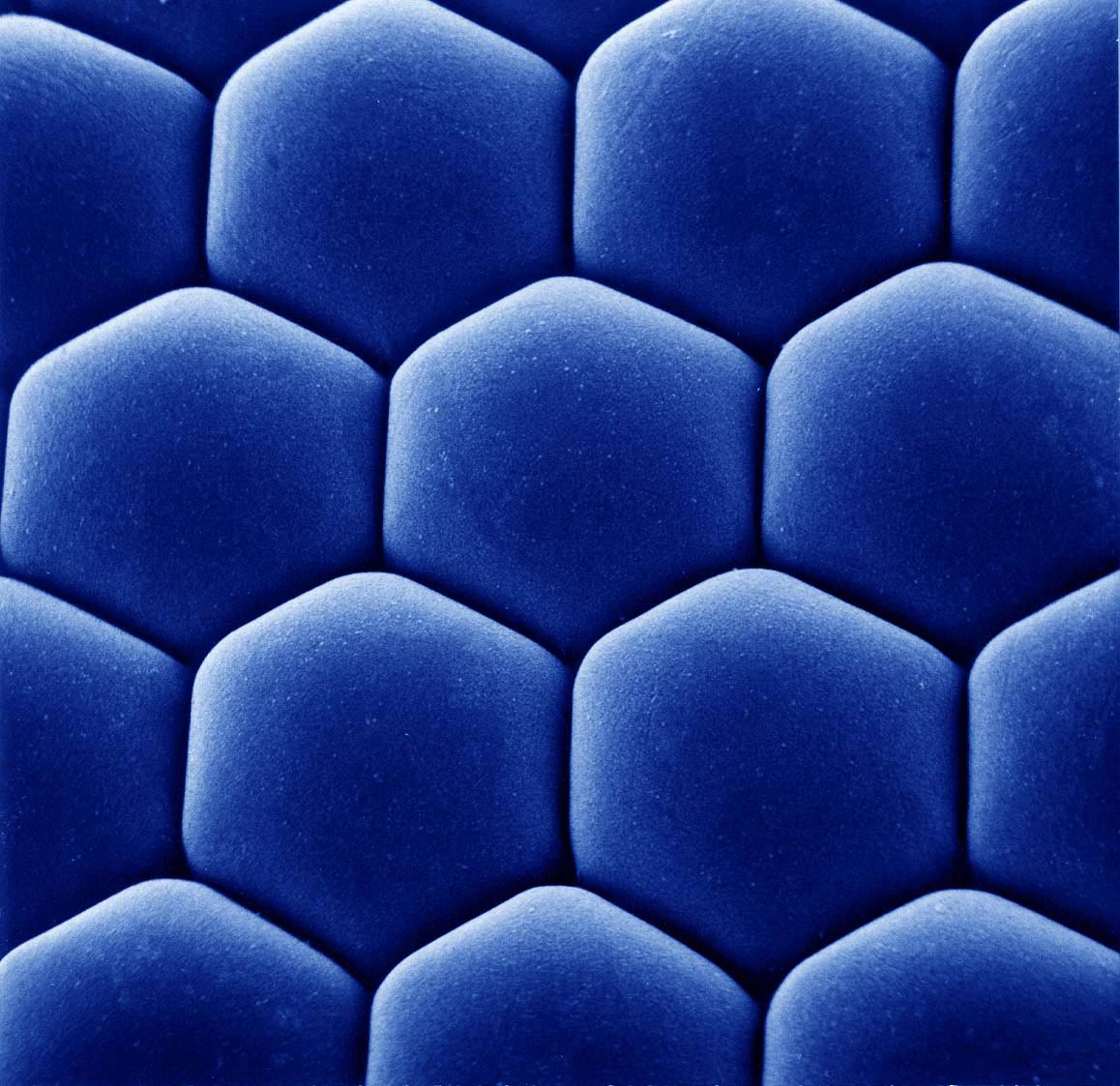
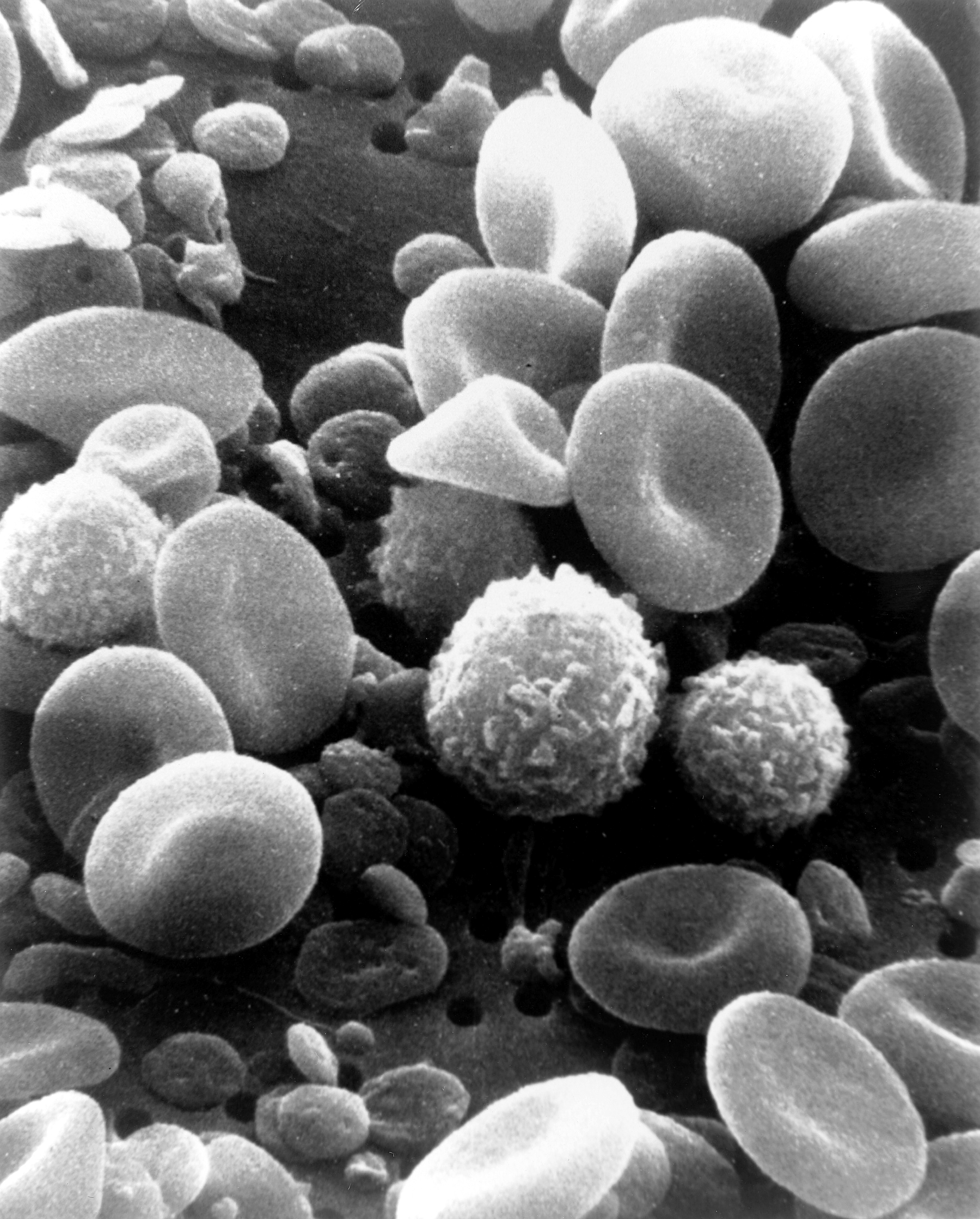
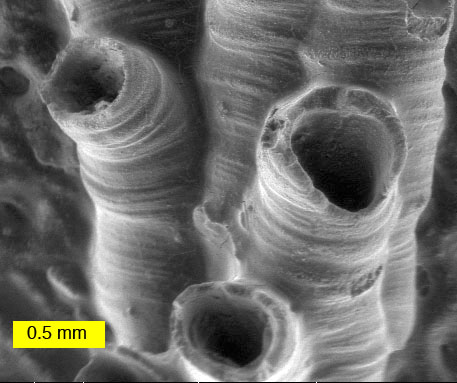
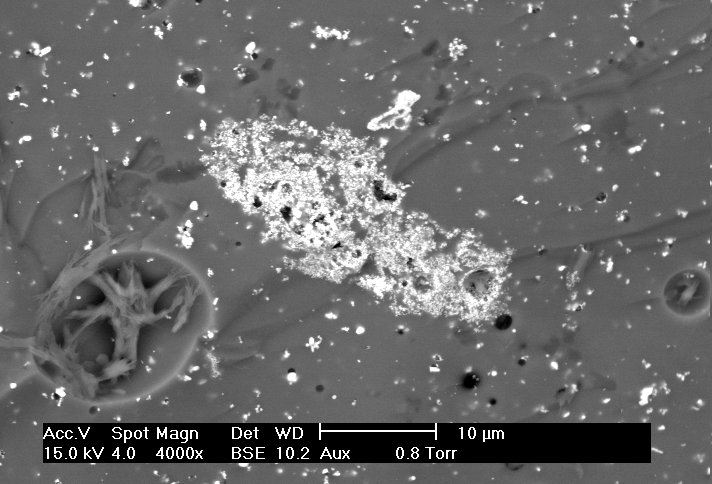
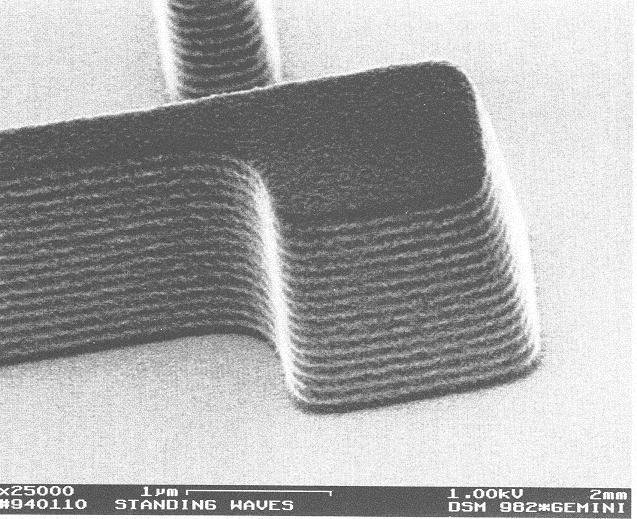
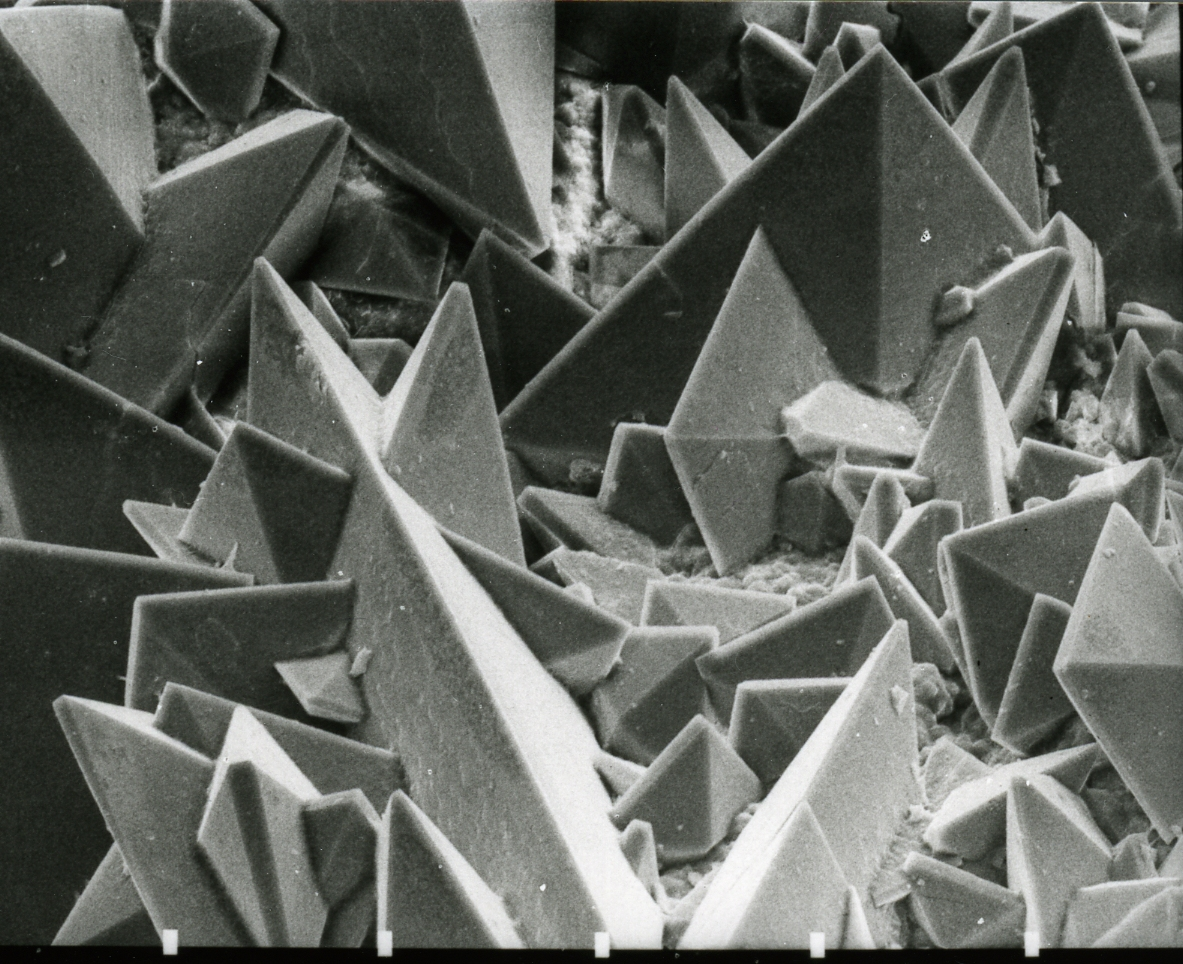